# ماغدالينا سوير
ماغدالينا سوير (بالإنجليزية: Magdalena Sauer)‏ (من مواليد 6 مايو 1890 - تُوفيت في 10 أكتوبر 1983) وهي أول امرأة مؤهلة لممارسة مهنة الهندسة المعمارية في جنوب أفريقيا.

## حياتها وتعليمها
ولدت ماغدالينا سوير في كينيلورث، كيب تاون ، وهي ابنة جاكوبس فيلهلموس سوير و ماري كلوات سوير. كان والدها سياسيًا بارزًا ، وكانت والدتها صديقة مقربة للمؤلف أوليف شرينر. أصبح أخوها بول أوليفر سوير سياسيًا حيث تم تسمية اللجنة القومية بسوير نسبة إليه. ترعرعت ماغدالينا في كينيلورث في مزرعة العائلة بالقرب من ستيلينبوش. حضرت جامعة كيب تاون، وحصلت على درجة علمية في العلوم في عام 1911. درست الهندسة المعمارية في ديربان، وفي إنجلترا في كلية الهندسة المعمارية في لندن.

## عملها
بعد أن أنهت ماغدالينا تدريبها المعماري ، قامت بالتسجيل في معهد للمهندسين المعماريين في جنوب أفريقيا في عام 1927. ركزت على الهندسة المعمارية السكنية وترميم المباني القديمة. ومن بين مشاريعها ترميم المباني في شوارع شيمباركت ، لونغ ماركت ، روز ، وشيايني في بو-كاب في كيب تاون (التي كانت تسمى آنذاك الحي الماليزي) في أربعينيات القرن العشرين (مع ريج دي سميت). كان لماغدالينا الفضل في خلق ثقافة جديدة في جنوب أفريقيا. توقفت ماغدالينا عن الأعمال المعمارية في عام 1965.
كانت ماغدالينا تعمل في مهنة أخرى ككاتبة لصحيفة Die Burger.

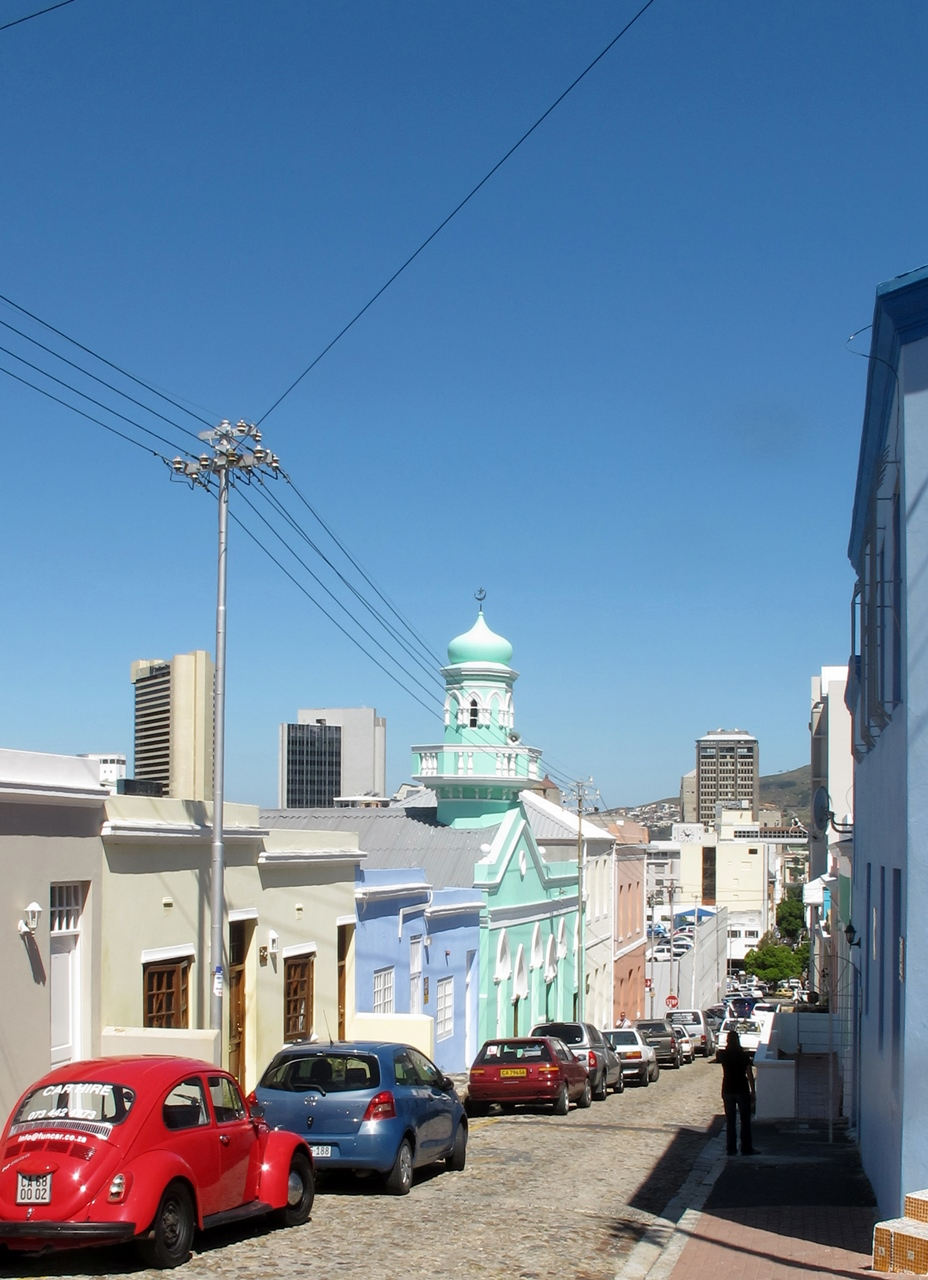
تمت استعادة العديد من المباني في هذه الصورة بواسطة ماجدة ساوير في أربعينيات القرن العشرين

## حياتها الشخصية
تزوجت مرة واحدة لفترة قصيرة من "Trygve Strömsöe" المهندس النرويجي الذي صمم (كابل الجبل الجوي). أصبحت ابنتهما كارين سترومسوي ، من مواليد 1924 ، فنانًا وكاتبة.
توفيت ماغدالينا سوير في عام 1983 ، عن عمر يناهز 93 عامًا.